# لورا إي. غوميز
لورا إي. غوميز (بالإنجليزية: Laura E. Gómez)‏ هي محامية أمريكية، ولدت في 1964.